# Johann Josef Grether

Johann Josef Grether

Johann Josef Grether (* 22. Juni 1840 in Lörrach; † 16. Dezember 1910 ebenda) war ein Bierbrauer, Landwirt, Landtagsabgeordneter und von 1872 bis 1906 Bürgermeister von Lörrach. Er war der letzte ehrenamtliche Bürgermeister der Stadtgeschichte, und mit einer Dauer von 34 Jahren auch der am längsten amtierende Bürgermeister der Stadt Lörrach.

## Leben

### Herkunft und Ausbildung
Die Eltern von Johann Josef Grether waren der Landwirt und Gemeinderat Johann Jakob Grether (1810–1887) und Anna Maria Rosina, geborene Dietschy (1816–1902). Grethers Mutter ist Tochter des Stadtammannes von Rheinfelden Franz Joseph Dietschy. Der Lörracher Oberbürgermeister und Landtagsabgeordnete Johann Georg Grether war Grethers Großvater. Von 1846 bis 1854 besuchte Johann Grether die Volks- und Bürgerschule in Lörrach. Von 1854 bis 1864 durchlief Grether verschiedene Ausbildungen, unter anderem besuchte er mehrere Landwirtschaftsschulen in der Schweiz und absolvierte er seine Gesellenjahre als Bierbrauer in Mannheim, München und Rheinfelden bei Salmenbräu.

### Tätigkeiten und Mitglied des Landtages
Johann Josef Grethers Vater erwarb 1858 für 28.000 Gulden die Enderlinsche Brauerei, die heutige Brauerei Lasser. Die Brauerei besaß er bis 1864, bevor er sie an Adam Lasser für 40.000 Gulden verkaufte. Im Jahr 1865 erwarb er das Lörracher Bürgerrecht. 1866 gründete er die Vorschussbank Lörrach, deren Vorsitzender er bis zu seinem Tode war. Von 1875 wurde er in den Kreisausschuss gewählt, von 1890 an war er im Aufsichtsrat der Kreishypothekenbank. Von 1896 an war er Vorstand der Bezirkssparkasse. Von 1871 bis 1877 war er Abgeordneter der Zweiten Kammer des Landtags für die Nationalliberale Partei, später für die Freisinnige Volkspartei. Zudem war er von 1875 bis an sein Lebensende Mitglied im Kreisrat.

### Lokalpolitik in Lörrach
In den Jahren 1871 bis 1872 wurde er als Mitglied des Gemeinderates in Lörrach lokalpolitisch tätig. Die zuvor gewonnene finanzielle Unabhängigkeit ermöglichte ihm, für das Bürgermeisteramt zu kandidieren, für das er 1872 gewählt wurde. Aufgrund der Industrialisierung der Stadt und dem steigenden Bedarf an Arbeitskräften sowie der Eingemeindung Stettens 1905 stieg in Grethers Amtszeit die Einwohnerzahl Lörrachs stark an. Aus dem Grund wurde im selben Jahr ein eigenes städtisches Bauamt gebildet. Parteipolitisch war er außerdem ab 1906 als Vorsitzender des Freisinnigen Vereins Lörrach tätig. In seiner Amtszeit von 1872 bis 1906, die in der Geschichtsschreibung als eine der bedeutendsten beschrieben wurde, wurde Johann Grether fünfmal wiedergewählt, und zwar 1878, 1884, 1890, 1896 und zuletzt 1905, ein Jahr später 1906 trat er krankheitsbedingt zurück. Weitere städtische Entwicklungen fielen in Grethers Amtszeit: 1896 der Baubeginn der Kanalisation, die Eröffnung 1879 des neuen städtischen Krankenhauses, die Eröffnung 1888 der Wiesebrücke und damit der Anschluss an die Bahnstrecke Weil am Rhein–Lörrach, im selben Jahr die Inbetriebnahme des Wasserwerks, 1889 Erweiterung des Gaswerks. Vier Jahre nach Ende seiner 34-jährigen Amtszeit starb Grether an den Folgen eines Schlaganfalls.

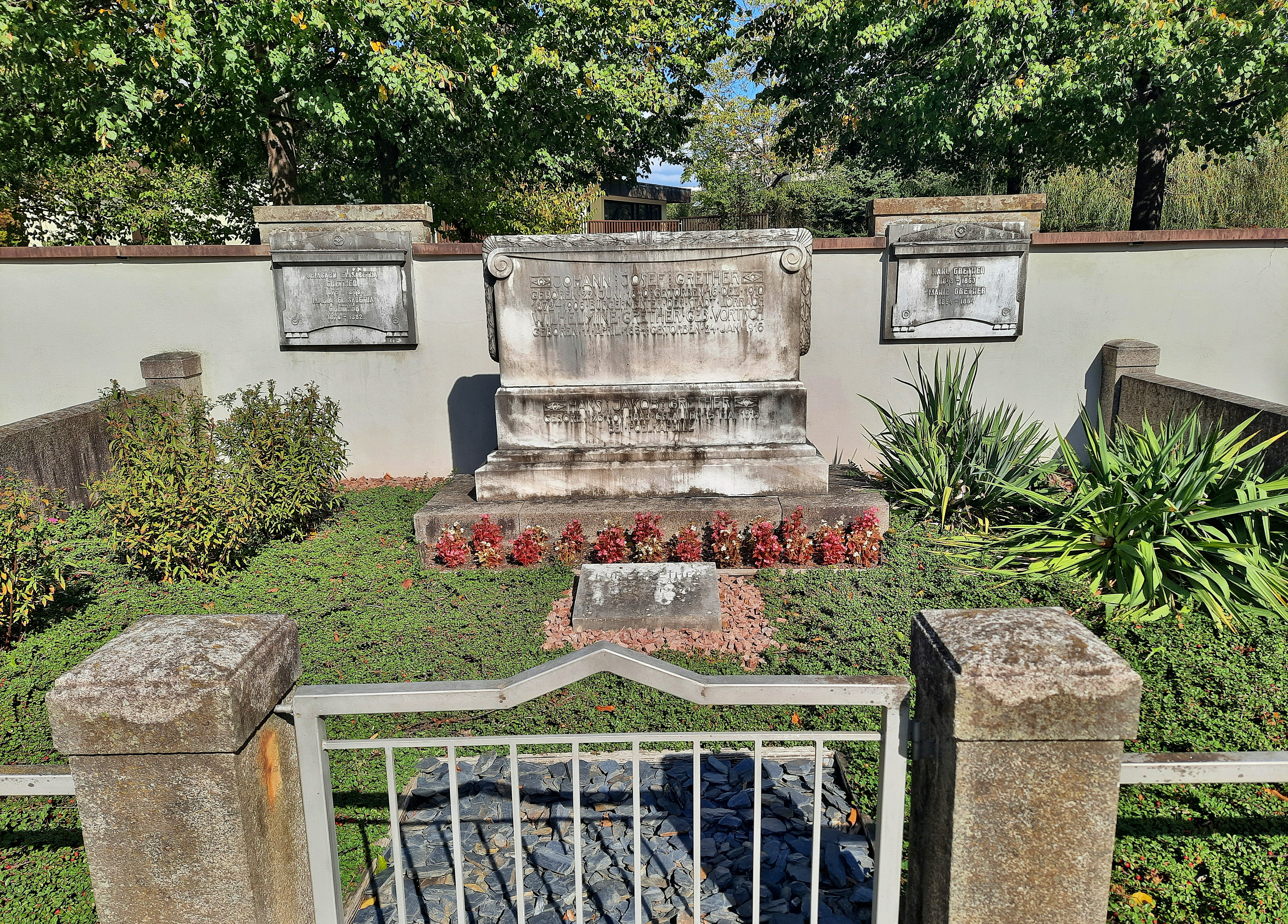
Familiengrab Grether-Vortisch auf dem Hauptfriedhof Lörrach

Grether war mit Wilhelmine Vortisch (1854–1916) verheiratet und hatte sechs Kinder. Das Familiengrab befindet sich auf dem Hauptfriedhof Lörrach. Ihm zu Ehren trägt die Gretherstraße in Lörrach seinen Namen, welche die Innenstadt von der Nordstadt trennt.